# Flamci
Flámci (nizozemsko Vlamingen, ednina Vlaming) so prebivalci Flandrije, severnega dela Belgije. Uradni jezik Flamske je nizozemščina. Flamska različica nizozemščine se v praksi razlikuje, podobno kot se razlikujeta ameriška in britanska angleščina ali hrvaščina in srbščina, oziroma bosanščina. Razlikuje se tudi v intonaciji. Flamec z lahkoto prepozna Nizozemca, četudi je spregovoril le en stavek, velja pa tudi obratno.